# پادشاهی آستوریاس
پادشاهی آستوریاس (به لاتین: Regnum Asturorum) دولتی قرون وسطایی بود که در ۷۱۸ میلادی در شمال شبه جزیرهٔ ایبری توسط مهاجران ویزیگوت به رهبری پالاگیوس آستوریا برپا شد. این اولین حکومت مسیحی بود که پس از ورود اسلام به اسپانیا به وجود آمد.
در ۷۲۲ میلادی، پالاگیوس نیروهای خلافت بنی‌امیه را در نبرد کووادونیا شکست داد و راهی چندصدساله برای سقوط اندلس را گشود.